# Neurigona ninae
Neurigona ninae är en tvåvingeart som beskrevs av Negrobov 1987. Neurigona ninae ingår i släktet Neurigona och familjen styltflugor. Inga underarter finns listade i Catalogue of Life.